# България на зимните олимпийски игри 2014
България участва на зимните олимпийски игри в Сочи през 2014 г. с 18 спортисти — 13 мъже и 5 жени, в шест спорта.  Знаменосец на българската група спортисти на церемонията по откриването на игрите е Мария Киркова , а на церемонията по закриването флагът е носен от Никола Чонгаров.
Според председателя на Българския олимпийски комитет, Стефка Костадинова, участието на Олимпиадата е успех за много от българските представители. Според нея най-големи надежди се залагат на Александра Жекова, Красимир Анев и Владимир Зографски. 
Българските представители са посетени от министър-председателят Пламен Орешарски, министърът на младежта и спорта Мария Георгиева, председателят на БОК Стефка Костадинова и българският посланик в Русия Бойко Коцев. 
Най-доброто представяне на игрите записва Александра Жекова, с петото си място на финала на сноубордкроса при жените.

## Биатлон
Преди Олимпиадата Красимир Анев декларира, че би бил доволен на място сред първите десет.  В седмиците преди олимпийските състезания той постига 7-о и 9-о място за Световната купа, а Владимир Илиев влиза сред първите 20. 
| Състезател                                               | Дисциплина        | Време     | Грешки  | Място |
| -------------------------------------------------------- | ----------------- | --------- | ------- | ----- |
| Красимир Анев                                            | Спринт мъже       | 26:28.0   | 3+0     | 49    |
| Красимир Анев                                            | Преследване мъже  | 38:47.6   | 0+1+3+1 | 48    |
| Красимир Анев                                            | Индивидуално мъже | 53:30.3   | 0+0+2+0 | 36    |
| Владимир Илиев                                           | Спринт мъже       | 26:55.9   | 2+2     | 60    |
| Владимир Илиев                                           | Преследване мъже  | 39:44.6   | 3+1+2+1 | 55    |
| Владимир Илиев                                           | Индивидуално мъже | 53:52.6   | 2+0+0+1 | 39    |
| Мирослав Кенанов                                         | Индивидуално мъже | 58:01.1   | 0+0+1+0 | 75    |
| Михаил Клечеров                                          | Спринт мъже       | 27:13.6   | 1+1     | 70    |
| Михаил Клечеров                                          | Индивидуално мъже | 56:41.8   | 0+0+1+1 | 68    |
| Иван Златев                                              | Спринт мъже       | 27:48.5   | 1+1     | 76    |
| Десислава Стоянова                                       | Спринт жени       | 23:48.1   | 1+1     | 61    |
| Десислава Стоянова                                       | Индивидуално жени | 54:41.1   | 1+2+0+3 | 72    |
| Михаил Клечеров Иван Златев Владимир Илиев Красимир Анев | Щафета мъже       | 1:17:38.4 | 2+8     | 15    |

## Ски алпийски дисциплини
| Състезател      | Дисциплина                  | Първи манш  | Втори манш  | Общо        | Място       |
| --------------- | --------------------------- | ----------- | ----------- | ----------- | ----------- |
| Георги Георгиев | Спускане мъже               |             |             | 2:12.49     | 36          |
| Георги Георгиев | Суперкомбинация мъже        | 1:57.69     | не завършва | не завършва | не завършва |
| Георги Георгиев | Супер-гигантски слалом мъже |             |             | 1:22.72     | 41          |
| Георги Георгиев | Слалом мъже                 | не завършва | не завършва | не завършва | не завършва |
| Никола Чонгаров | Спускане мъже               |             |             | 2:12.57     | 38          |
| Никола Чонгаров | Суперкомбинация мъже        | 1:58.68     | 53.73       | 2:52.41     | 23          |
| Никола Чонгаров | Супер-гигантски слалом мъже |             |             | 1:22.59     | 39          |
| Никола Чонгаров | Слалом мъже                 | 51.12       | не завършва | не завършва | не завършва |
| Стефан Присъдов | Гигантски слалом мъже       | не завършва | не завършва | не завършва | не завършва |
| Стефан Присъдов | Слалом мъже                 | не завършва | не завършва | не завършва | не завършва |
| Мария Киркова   | Гигантски слалом жени       | 1:24.11     | 1:23.48     | 2:47.59     | 36          |
| Мария Киркова   | Слалом жени                 | 1:02.33     | не завършва | не завършва | не завършва |

## Ски бягане
Дълго разстояние
| Състезател                | Дисциплина           | Време       | Място       |
| ------------------------- | -------------------- | ----------- | ----------- |
| Андрей Гридин             | Скиатлон мъже        | 1:15:44.7   | 57          |
| Андрей Гридин             | Свободен стил мъже   | 1:51:41.7   | 41          |
| Веселин Цинзов            | Скиатлон мъже        | 1:14:12.0   | 53          |
| Веселин Цинзов            | Класически стил мъже | 42:06.3     | 41          |
| Веселин Цинзов            | Свободен стил мъже   | не завършва | не завършва |
| Антония Григорова-Бургова | Скиатлон жени        | 44:27.9     | 56          |
| Антония Григорова-Бургова | Свободен стил жени   | 1:23:05.6   | 50          |
| Теодора Малчева           | Свободен стил жени   | не завършва | не завършва |

Спринт
| Състезател                   | Дисциплина          | Квалификация | Квалификация | Четвъртфинал  | Четвъртфинал  | Полуфинал     | Полуфинал     | Финал          | Финал          |
| Състезател                   | Дисциплина          | Време        | Място        | Време         | Място         | Време         | Място         | Време          | Място          |
| ---------------------------- | ------------------- | ------------ | ------------ | ------------- | ------------- | ------------- | ------------- | -------------- | -------------- |
| Андрей Гридин                | Спринт мъже         | 3:50.57      | 64           | не продължава | не продължава | не продължава | не продължава | не продължава  | не продължава  |
| Андрей Гридин Веселин Цинзов | Отборен спринт мъже |              |              |               |               | 25:11.06      | 10            | не продължават | не продължават |
| Антония Григорова-Бургова    | Спринт жени         | 2:54.31      | 60           | не продължава | не продължава | не продължава | не продължава | не продължава  | не продължава  |
| Теодора Малчева              | Спринт жени         | 2:49.66      | 54           | не продължава | не продължава | не продължава | не продължава | не продължава  | не продължава  |

## Ски скокове
| Състезател         | Дисциплина          | Квалификация | Квалификация | Квалификация | Първи кръг    | Първи кръг    | Първи кръг    | Финал         | Финал         | Финал         | Общо          | Общо          |
| Състезател         | Дисциплина          | Дистанция    | Точки        | Място        | Дистанция     | Точки         | Място         | Дистанция     | Точки         | Място         | Точки         | Място         |
| ------------------ | ------------------- | ------------ | ------------ | ------------ | ------------- | ------------- | ------------- | ------------- | ------------- | ------------- | ------------- | ------------- |
| Владимир Зографски | Нормална шанца мъже | 89.0         | 97.8         | 43           | не продължава | не продължава | не продължава | не продължава | не продължава | не продължава | не продължава | не продължава |
| Владимир Зографски | Голяма шанца мъже   | 112.0        | 87.9         | 39           | 110.0         | 89.3          | 47            | не продължава | не продължава | не продължава | не продължава | не продължава |

## Сноуборд
Слалом
| Състезател     | Дисциплина                      | Квалификация | Квалификация | 1/16-финал    | Четвъртфинал  | Полуфинал     | Финал         | Финал         |
| Състезател     | Дисциплина                      | Време        | Място        | Време         | Време         | Време         | Време         | Място         |
| -------------- | ------------------------------- | ------------ | ------------ | ------------- | ------------- | ------------- | ------------- | ------------- |
| Радослав Янков | Паралелен гигантски слалом мъже | 1:42.08      | 25           | не продължава | не продължава | не продължава | не продължава | не продължава |
| Радослав Янков | Паралелен слалом мъже           | 1:00.24      | 21           | не продължава | не продължава | не продължава | не продължава | не продължава |

Сноубордкрос
| Състезател        | Дисциплина        | Квалификация | Квалификация | Четвъртфинал | Полуфинал | Финал   | Финал |
| Състезател        | Дисциплина        | Време        | Място        | Позиция      | Позиция   | Позиция | Място |
| ----------------- | ----------------- | ------------ | ------------ | ------------ | --------- | ------- | ----- |
| Александра Жекова | Сноубордкрос жени | 1:24.29      | 11           | 2            | 2         | 5       | 5     |

## Спортни шейни
| Състезател       | Дисциплина        | Първи манш | Втори манш | Трети манш | Четвърти манш | Общо     | Място |
| ---------------- | ----------------- | ---------- | ---------- | ---------- | ------------- | -------- | ----- |
| Станислав Беньов | Мъже индивидуално | 55.040     | 55.006     | 54.558     | 54.476        | 3:39.080 | 38    |